# Live in München
Live in Munich is een livealbum in een reeks van fanclubuitgaven van de Britse groep King Crimson. 

## Geschiedenis en bezetting
De vorige uitgaven in de serie, gaven de beginjaren weer. Begin jaren 80 wordt King Crimson (her)heropgericht en is Robert Fripp de absolute leider geworden. De muziek is totaal veranderd; frippertronics zijn geïntroduceerd (minimal music op de gitaar). Fripp (gitaar) heeft hier de volgende musici om zich heen:
- Adrian Belew - gitaar, zang;
- Tony Levin - Chapman Stick, basgitaar;
- Bill Bruford - drums en percussie;

In vergelijking met eerdere versies van de groep is de toetsen/mellotronpartij geheel verdwenen.

## Composities
1. Waiting Man;
2. Thela Hun Ginjet
3. Frame to Frame
4. Matte Kudasai;
5. The sheltering Sky
6. Neil and Jack and Me
7. Elephant Talk
8. Indiscipline;
9. Heartbeat;
10. Larks' Tongue in Aspic (Part II).

## Trivia
- het concert maakt deel uit van een tournee door Frankrijk: 22 september 1982 Nantes; 23 september Orléans; 24 september Dijon, 25 september Lyon, 27 september Parijs, 29 september München.
- opnamen zijn uit de Alabamahalle in München
- Bruford is weliswaar meegekomen uit de vorige versie van KC, maar heeft ondertussen niet stilgezeten; solowerk, zijn jazzrockbezigheden, Genesis, UK  een samenwerking met Patrick Moraz "hielden hem van de straat".

Jaren 60: mei, juni 1969; Marquee Londen · 5 juli 1969; Hyde Park Londen · 21/22 november 1969; San Francisco
Jaren 70: 11 mei 1971; Plymouth · 10 augustus 1971; Marquee Londen · 16 oktober 1971; Brighton · 13 december 1971; Detroit · 26 februari 1972: Jacksonville · 27 februari 1972;Orlando · 12 maart 1972; Denver radio · 13 maart 1972; Denver live · 27 maart 1972; Boston · 13 oktober 1972; Frankfurt am Main · 17 oktober 1972; Bremen · 13 november 1972; Guildford · 15 november 1973; Zürich · 29 maart 1974; Heidelberg · 30 maart 1974; Mainz · 1 april 1974: Kassel · 24 juni 1974, Toronto· 1 juli 1974, New York
Jaren 80: 30 april 1981; Bath · 30 juli 1982; Philadelphia · 2 augustus 1982; New York · 13 augustus 1982; Berkeley · 25 augustus 1982; Cap D’Agde · 29 september 1982; München · 17-30 januari 1983; studiowerk · mei-november 1983
Jaren 90: VROOOM sessies;april/mei 1994; studio · 1 juli 1995; Wiltern · 20-25 november 1995; Broadway · 29 november 1995; Chicago · 26 augustus 1996; 2e maal Philadelphia · mei 1997; Nashville studio · 1-4 december 1997 (P1) · 4 juni 1998; Chicago (P2) · 1 juli 1998; Northampton (P2) · 1 november 1998; San Francisco (P4) · 25 maart 1999; Austin (P3)
Jaren vanaf 2000: 11 juni 2000; Warschau · 9/10 november 2001; Nashville live · 3 maart 2003: Alexandria (P3) · april 2003 · najaar 2003; Japan · 20 juni 2003; Milaan · 16 november 2003; New Haven ·  28 juni 2017; Chicago